# Tettigonioidea
Super-famille
Les Tettigonioidea sont une super-famille d'insectes orthoptères.

## Liste des familles
Selon Orthoptera Species File (18 mai 2012) :
- † famille des Haglotettigoniidae Gorochov, 1988
- famille des Tettigoniidae Krauss, 1902 (les Sauterelles)

Selon ITIS (18 mai 2012) :
- famille des Tettigoniidae Krauss, 1902 (les Sauterelles)

Selon NCBI (18 mai 2012) :
- famille des Anostostomatidae
- famille des Gryllacrididae
- famille des Haglidae
- famille des Mimnermidae
- famille des Stenopelmatidae
- famille des Tettigoniidae (les Sauterelles)

Certaines sous-familles de Tettigoniidae sont parfois traitées comme des familles (comme les Bradyporidae, les Conocephalidae, les Meconematidae et les Phaneropteridae.